# 127P/Holt-Olmstead
La cometa Holt-Olmstead, formalmente 127P/Holt-Olmstead, è una cometa periodica appartenente alla famiglia delle comete gioviane. Scoperta il 14 settembre 1990 a seguito della riscoperta avvenuta il 19 settembre 1996 ha ricevuto la numerazione definitiva.